# Pachybrachis fraudolentus
Pachybrachis fraudolentus es una especie de insecto coleóptero de la familia Chrysomelidae.
Fue descrita científicamente en 1955 por G. Müller.